# Díjlovaglás

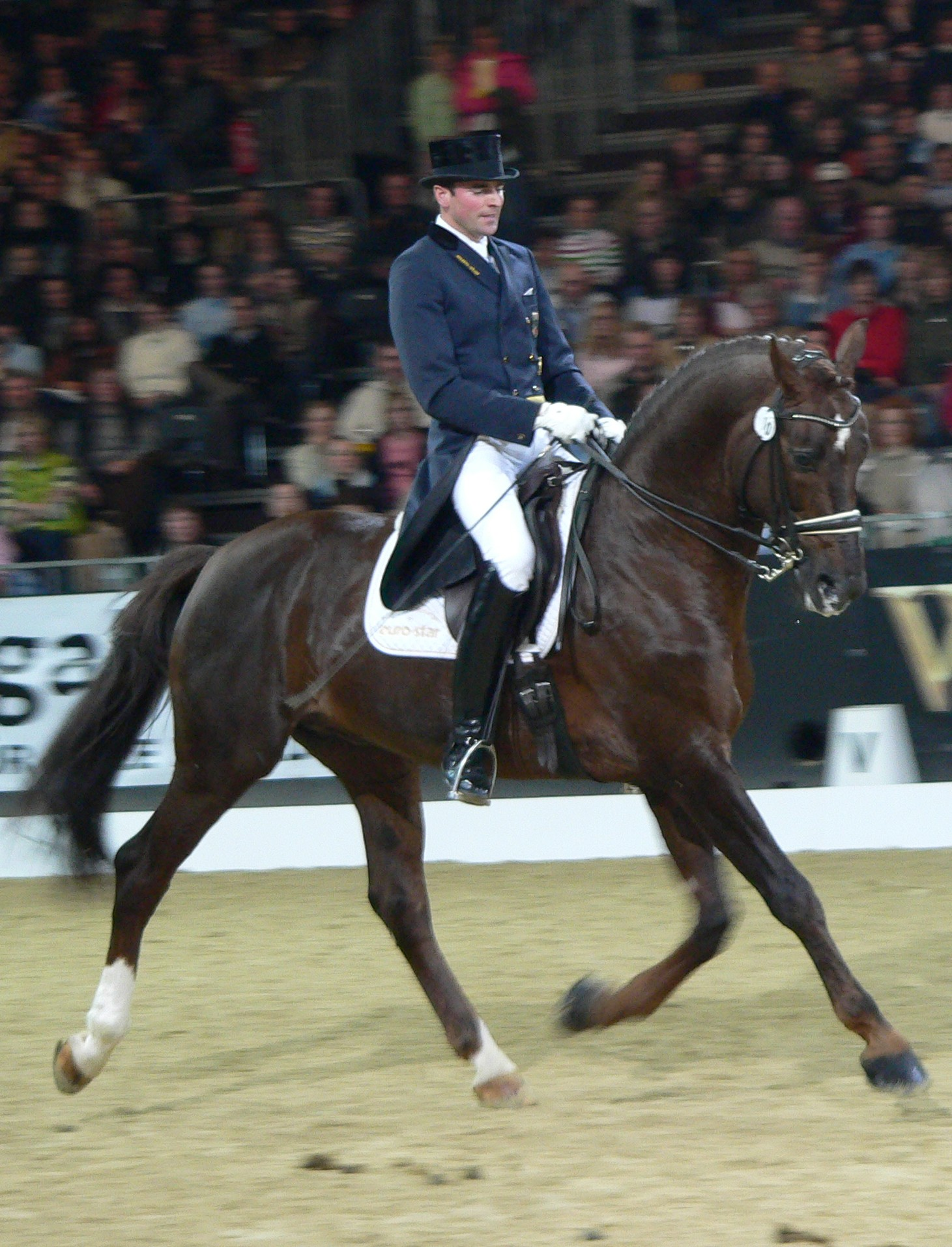
Egy nehéz kategóriájú díjlovas versenyző nyújtott ügetést lovagol.

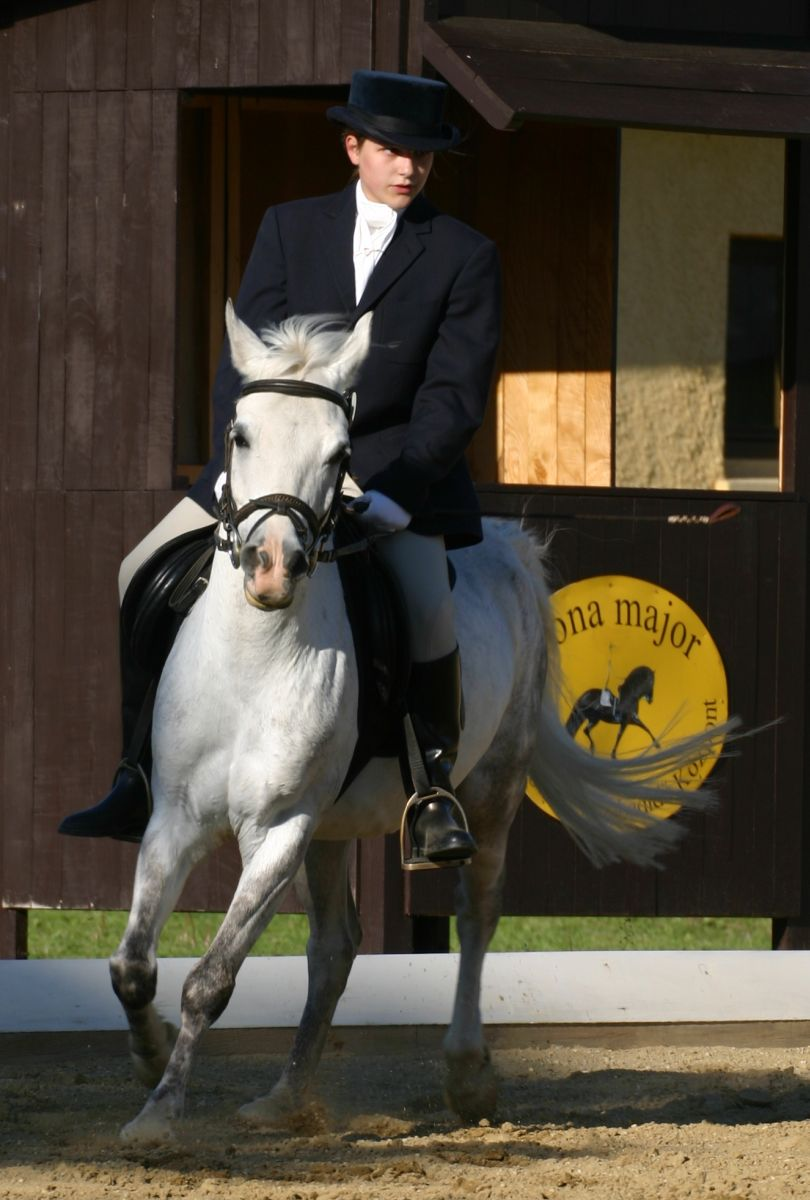
Díjlovas verseny Nagycenken

A díjlovaglás egyrészt a lovassportok egyik szakága, melyet sokan a lovassportok királynőjének tartanak, másrészt a ló kiképzésének egyik módja. Díjlovas versenyeket rendeznek a kezdőtől egészen az olimpiai szintig. A díjlovaglás magyar elnevezése a szakág régi német elnevezésének (Preizreiten) tükörfordítása. A sportág neve jelenleg németül Dressurreiten, míg angol neve a Dressage (kiejtése: dresszázs /ˈdrɛsɑʒ/), egy francia eredetű szó, melyet általánosan edzésnek, kiképzésnek vagy idomításnak fordítanak – éppen ezért sokan használják a magyar nyelvben is az idomító lovaglás kifejezést.Ebben a sportban együtt kell működned a lóval.
Alapvető célja a ló szervezetének, természetes adottságainak és emberrel való partnerkapcsolatának fejlesztése egymásra épülő lépésekből álló kiképzési skála segítségével. A lovassportok minden ágában nagy jelentősége van a ló alapkiképzésének, így a díjugratásra szánt ló, a voltízsversenyek lovai, a fogatversenyek lovai, de még a kizárólag szabadidősportra szánt lovak esetében is előnyös, ha a ló rendelkezik megfelelő szintű idomító kiképzéssel. A magas fokon kiképzett díjló bízik lovasában, és a gyakorlott lovas legkisebb jelzésére készségesen, nyugodtságát, elengedettségét, könnyedségét megőrizve hajtja végre a tőle megkívánt mozdulatot. A díjlovaglást sokszor a baletthez  is hasonlítják. Bár ennek a sportágnak a gyökerei egészen Xenophon idejéig nyúlnak vissza, a mai feladatsorok egyes elemeinek eredete, pedig a harctéren végrehajtandó feladatokban keresendő, a nyugati civilizációban a reneszánsz korában tekintették először a díjlovaglást fontos sporttevékenységnek. Ennek az időszaknak a nagy lovagló mesterei fejlesztették ki azt a fokozatos kiképzési módszert, amely az óta sem változott sokat. A klasszikus díjlovaglást ma is a modern díjlovaglás alapjának tekintik.
A korai európai arisztokraták lovaik képzettségét lovas felvonulásokon mutatták be, míg a mai különböző szintű díjlovas versenyeken az idomítás sikeréről szabályos díjlovas négyszögben az előre meghatározott mozdulatsorokból álló feladatok végrehajtásával adnak számot a versenyzők. A díjlovas bírók minden kötelező elemet a feladat szintjéhez igazodó, objektív szempontok alapján értékelnek egy nullától tízig terjedő skálán.Egy mozzanatra adott pontszám nulla, ha a versenyző a feladatot nem hajtotta végre, tíz, ha kiváló, de nem szükségszerűen tökéletes.

## Díjlovak

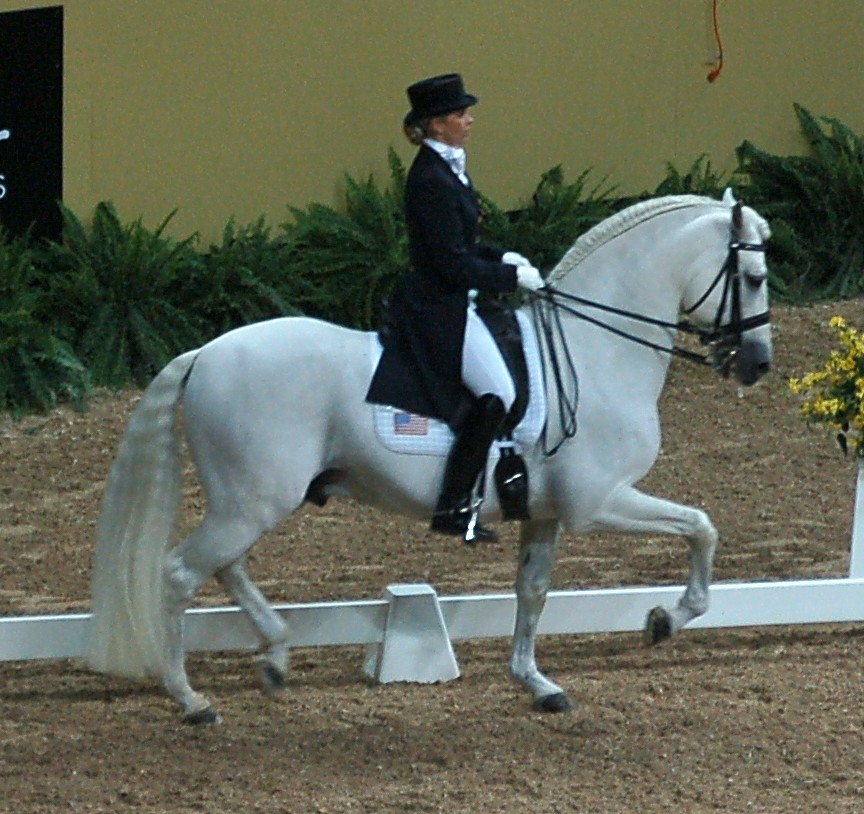
Andalúz ló összeszedett ügetésben

Minden hátaslónak a javára válik a díjlovaglás alapelveinek és kiképzési módszereinek az alkalmazása. Mindazonáltal az olimpiákon és más nemzetközi FEI versenyeken a lófajták közül leggyakrabban a melegvérű fajtákat láthatjuk. A díjlovaglás az egy egyenlőségre törekvő verseny, melyben minden fajtának megadják a lehetőséget arra, hogy sikeresen szerepeljen. Ezért sok más fajtájú lovat is láthatunk a különböző szintű versenyeken.
A klasszikus díjlovaglás nem versenyszerű bemutatóin, amelyek tartalmazzák a föld feletti gyakorlatok bemutatását is, leggyakrabban a ’’Barokk’’ lófajtákat, elsősorban a lipicaiakat láthatjuk.

## A díjlovas négyszög

Nagy díjlovas négyszög, 20 m × 60 m (66x197 ft).

Kétféle díjlovas négyszög van, a kisnégyszög és a nagynégyszög. Mindkettőben betűkkel jelölt pontok vannak, melyekkel a díjlovas feladat mozzanatainak végrehajtási helyét határozzák meg.
A kisnégyszög mérete 20 m × 40 m (66x131 ft). A kisnégyszöget a díjlovas versenyeken az alacsonyabb szintű díjlovas feladatokban és a lovastusa versenyek díjlovagló feladatainál használják. A pálya kerületén elhelyezkedő betűk, az egyik rövidfal közepén lévő belépési ponttól kezdve az óramutató járásával megegyező irányban az A-K-E-H-C-M-B-F. A pálya hosszabbik oldalával párhuzamos középvonalán is vannak betűkkel jelzett pontok. Az A-tól a C pont felé haladva ezek a D-X-G pontok, ahol X jelöli a pálya középpontját. A Kanadai Lovas Szövetség (Equine Canada (EC)) és az USA Díjlovas Szövetség (United States Dressage Federation (USDF)) díjlovas feladatainak 2003-ban történt összevonása után Észak-Amerikában a kisnégyszöget nem használják hivatalos díjlovas versenyeken. Magyarországon az alapfokú feladatokat (A) és a könnyűosztályú (L) feladatok legtöbbjét a kisnégyszögben lovagolják, de például az M2-es, M3-as és M5-ös középosztályú feladatok is a kisnégyszögre vannak kiírva.
A nagynégyszög mérete 20 m × 60 m (66x197 ft). A nagynégyszöget mind a díjlovaglás mind a lovastusa díjlovas feladataihoz használják. A nagynégyszög kerületén elhelyezkedő betűk az A-K-V-E-S-H-C-M-R-B-P-F. (Különböző találgatások születtek, hogy miért pont ezeket a betűket választották. A legáltalánosabban az a nézet terjedt el, miszerint a német lovasságnál volt egy 20 × 60 méteres terület olyan barakkok között, melyeknek ajtaját ezekkel a betűkkel jelölték.) A négyszög hosszúfalán a sarkokhoz legközelebbi betűk jelölik az átlóváltások kezdő és végpontjait. Ezek távolsága a sarkoktól 6 m (19.7 ft), a hosszúfal melletti betűk egymástól mért távolsága pedig 12 m (39.4 ft). A középvonalon elhelyezkedő betűk A-tól C-ig a D-L-X-I-G, ahol X jelöli a középpontot.
A díjlovas feladat megkezdésekor a ló A-nál lép a négyszögbe. C-nél mindig ül egy bíró, de magasabb szintű versenyeken akár öt bíró is lehet a négyszög mellett – a C, E, B, M, és H pontoknál –, ami lehetővé teszi, hogy a bírók a feladat minden mozzanatát különböző szögekből láthassák. Ez segít elkerülni azt, hogy olyan hibák észrevétlenül maradjanak, amelyeket esetleg nehéz lenne a pálya egyetlen pontjáról látni. Például az átlóvonalon a ló egyenességét az M és H bírók tudják a legjobban megítélni.
A díjlovas négyszögnek van egy középvonala (A-tól C-ig, X-en keresztül), és két negyed-vonala (félúton a középvonal és a hosszúfalak között).

## Versenyek
A helyi díjlovas versenyek Előkészítő szintű osztályokkal indulhatnak, ahol a lovasoknak csupán lépésben és ügetésben kell bemutatniuk a feladatokat. A lovak és lovasok ezután egyre összetettebb, fokozatosan nehezedő szinteken keresztül haladva fejlődhetnek egészen a nemzetközi szintű versenyekig, mint például a Grand Prix, ahol a legmagasabb szintű felkészültséget igénylő feladatokat hajtják végre, és a legképzettebb párosok mérik össze tudásukat, többek között az olimpiai játékokon is.
A díjlovagló versenyek szintjei és elnevezésük különböző országokban, a teljesség igénye nélkül:
Magyarország:
- Előkészítő (E)[1]
- Alapfok (A)[2]
- Könnyűosztály (L)[3]
- Könnyű-középosztály (LM)[4]
- Középosztály (M)[5][6]
- Kis-nehézosztály (S1)[7]
- Nehézosztály (S2)[8]

Amerikai Egyesült Államok:
- Előkészítő (Introductory level) és kiképzési (Training level) szintek.
- Első (First level), második (Second level), harmadik (Third level) és negyedik (Fourth level) szint.

Ausztrália:
- Előkészítő-1 (Prep), előkészítő-2 (Preliminary), kezdő (Novice), alap (Elementary), közép (Medium) és haladó (Advanced).

Írország és Anglia:
- Előkészítő (Preliminary), kezdő (Novice), alap (Elementary), közép (Medium), középhaladó (Advanced Medium) és haladó (Advanced).

A nemzetközi FEI (Federation Equestrian International) szintek:
- Szent György Díj (Prix St. Georges)
- Intermediare I
- Intermediare II
- Nagydíj (Grand Prix)
- Különleges Nagydíj (Grand Prix Special)

A versenyzéstől eltekintve létezik a klasszikus díjlovaglás hagyománya, ahol a díjlovaglást a művészetek egy formájaként művelik. A díjlovaglást megteremtő mesterek hagyományait a bécsi Spanyol Lovasiskola tartja életben Ausztriában, és a Cadre Noir Saumur városában, Franciaországban. Az ilyen iskolalovaglás része a Portugál és Spanyol bikaviadalok bemutatóinak.

### Feladatok
A díjlovas feladatok meghatározott számú, adott helyen végrehajtandó patanyomfigurák, mozzanatok sorozatából állnak. Ezeket a feladatokat használják a versenyeken, ahol a ló-lovas párost általánosan elfogadott elvek szerint bírálják el, és így állapítják meg a versenyzők helyezéseit.
A legmagasabb szinteken, a nemzetközi versenyek és az olimpiák feladatait a Nemzetközi Lovas Szövetség adja ki. Alacsonyabb szinteken a díjlovas kiképzés részeként minden ország maga határozza meg a versenyeken végrehajtandó feladatokat. Magyarországon a Magyar Lovas Szövetség Díjlovagló Szakágának Díjlovagló Szakbizottsága alakítja ki, és vizsgálja felül évenként a hazai versenyek feladatait.
Minden feladat fel van osztva néhány egymást követő csoportra, amelyek egy vagy több mozzanatot tartalmazhatnak. Minden csoportot egy és tíz közötti számmal értékelnek a díjlovasbírók a következő skála szerint:
- 10 Kiváló
- 9 Igen jó
- 8 Jó
- 7 Elég jó
- 6 Megfelelő
- 5 Elégséges
- 4 Elégtelen
- 3 Elég rossz
- 2 Rossz
- 1 Nagyon rossz
- 0 Nem hajtotta végre

Az egyes mozzanatcsoportok osztályzatain túlmenően az összbenyomásra is adnak pontszámokat, szintén ugyan ezen a skálán, ahol értékelik a
- jármódok tisztaságát, kötetlenségét és szabályosságát
- lendületet (frissesség, a mozgás rugalmassága, háttevékenység és a hátulsó végtag munkája)
- ló átengedőségét (figyelem és bizalom, harmónia, elengedettség, szájtevékenység, támaszkodás és természetes feligazítás)
- lovas ülését és befolyását, a segítségadás korrektségét

A bírálati lapon egyes csoportok megnövelt súllyal szerepelnek, ezek kapnak egy szorzót, ami rendszerint 2, ilyenkor az adott csoportra kétszeres pontszámot kap a versenyző ló-lovas páros.

### Írnoki munka
A díjlovas versenyeken minden bíró munkáját egy írnok támogatja. Az írnok feladata, hogy a verseny során a pontszámokat és a bírói megjegyzéseket a megfelelő helyre jegyezze fel a bírálati lapra, lehetővé téve ezzel, hogy a bíró teljes mértékben a bemutatott gyakorlatok értékelésére koncentrálhasson. Emellett az írnok ellenőrzi a versenyző személyazonosságát, gondoskodik arról, hogy a bírálati lap hiánytalanul kitöltésre kerüljön, és hogy a bíró azt aláírja, mielőtt a lapot a pontszámlálókhoz továbbítja. Az írnoknak tisztában kell lennie a díjlovaglás szakmai nyelvhasználatával, megfelelő öltözéket kell viselnie és elfogadható kézírással kell rendelkeznie. Az írnoknak fegyelmezetten kell viselkednie, meg kell őriznie semlegességét, nem cseveghet, és nem tehet megjegyzéseket. Az általánosan elfogadott és értelmes rövidítések használata megengedett. Az írnokokat gyakran önkéntes jelentkezők közül választják, ezek lehetnek gyakorló bírók is (akik a sikeres bírói vizsgát már letették, de még nem bíráskodhatnak). Nemzetközi versenyeken csak gyakorlott írnok működhet közre, aki beszéli ugyanazt a hivatalos nyelvet (Angol vagy Francia), amelyet az adott bíró is beszél.

## Olimpiai szint

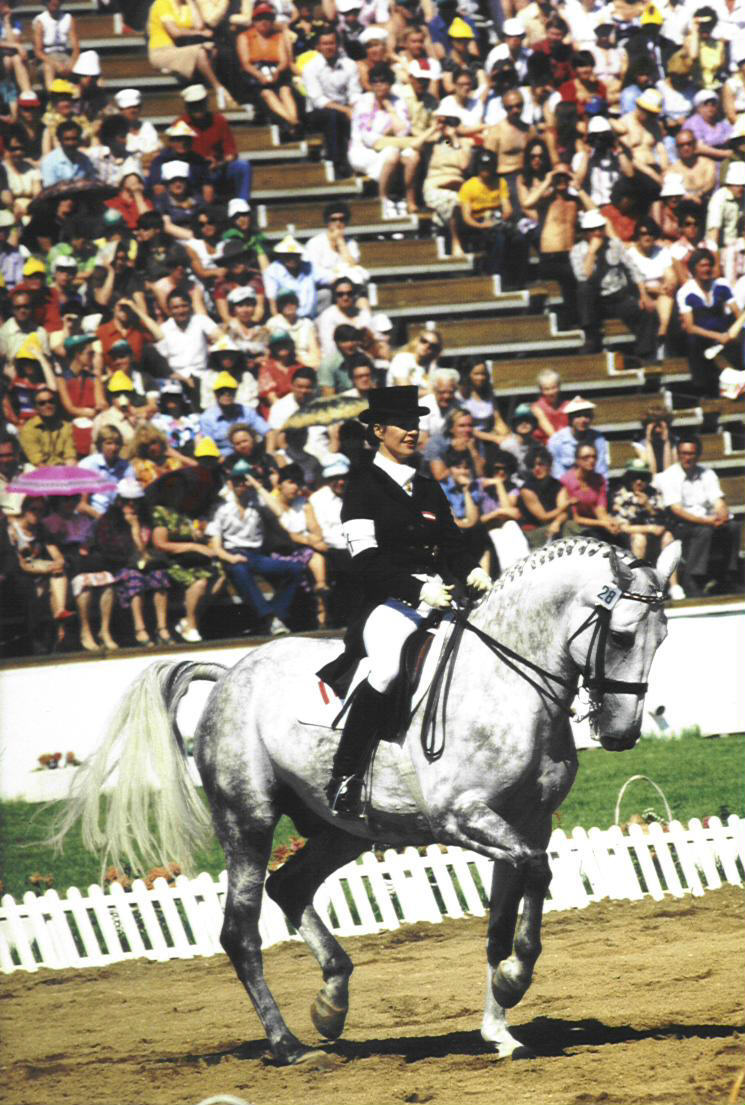
Díjlovaglás az 1980. évi Nyári olimpiai játékokon

Az olimpiai játékok díjlovas feladatai a legmagasabb szintű Nagydíj feladatok, melyeket a FEI szabályai szerint bírálnak el. Ez a szint mind a lovastól mind a lótól teljes figyelmet és nagy ügyességet kíván.
Az ezen a szinten végrehajtott jármódok és feladat elemek között szerepel:
- az összeszedett és nyújtott lépés, ügetés és vágta;
- az ügetés és vágta féloldalazás (olyan mozgás, ahol a ló teste majdnem párhuzamos a négyszög oldalával, miközben a mozgás irányába néző ló átlós irányban mozog úgy, hogy minden lépésnél előre és oldal irányban mozgatja a lábait);
- a passzázs (lassú mozgású, lebegős ügetés);
- a piaffe (egyfajta "helyben ügetés");
- az sorozat-ugrásváltás minden egy, kettő, és három lépésre (a vágta lábsorrendjének cserélgetése);
- a vágta piruettek (360-fokos fordulat, majdnem egy helyben).

Az olimpiai játékokon lovagolt díjlovagló feladatokat öttagú nemzetközi bírókból álló bírói testület pontozza. Itt is minden a feladatban előírt mozdulatcsoportot 0–tól 10–ig pontoznak, és a kapott összpontszámot az elérhető összpontszám százalékában fejezik ki, három tizedes jegy pontossággal. Minél nagyobb a kapott százalékérték, annál jobb az eredmény.
Olimpiai csapatérmet a Nagydíj feladatban három legjobb lovasuk összevont eredménye alapján a legmagasabb százalékot elérő három csapat kap.
Miután a csapatérmeket odaítélték, a lovak és lovasok az egyéni érmekért folytatják a versenyzést. A csapatverseny egyben az első egyéni minősítő verseny, a Nagydíj 25 legjobb ló/lovas párosa indulhat a következő fordulóban. A második egyéni minősítő a Különleges Nagydíj (Grand Prix Special) feladat, amely a Nagydíj feladat elemeit tartalmazza más összeállításban. Ebből a 25 ló/lovas párosból az a 15 jut tovább a nagyközönség számára változatosságot kínáló Nagydíj Zenés Kűr döntőre, akik a Nagydíj és a Különleges Nagydíj feladat összevont eredménye alapján a legmagasabb százalékot érik el.
A zenés kűrben a lovasok és lovak egyéni koreográfia szerint összeállított programot mutatnak be, ahol úgy választják meg a zenét a programhoz, hogy az a különböző jármódokban a ló mozgásával összhangban legyen, és akkor érjen véget, amikor a lovas a köszönéssel befejezi a programot. Ezen a szinten a kűr tartalmazhatja az összes a Nagydíjban szereplő elemet, valamint dupla vágta-piruettet, piaffban végrehajtott piruettet, és féloldalazást passzázsban. A kűr programjának elemeire a bírók technikai pontszámot és művészi kiviteli pontszámot is adnak, de a művészi kivitelre lehet fél pontokat is adni. Pontegyezőség esetén a magasabb művészi kivitel pontszáma a mértékadó.

## A kiképzési skála
A kiképzési skála elrendezése piramis-szerű, melynek alján a „ritmus vagy ütemesség”, csúcsán pedig az „összeszedettség” helyezkedik el. A kiképzési skála útmutatóként szolgál a díjló (illetve bármely ló) kiképzése során. Megjelenési formája ellenére a kiképzési skála nem jelent merev formát. A különböző szintek egymással párhuzamosan fejlődnek, ahogy a ló kiképzésében előrehalad, így a nagydíjas lónál is dolgoznak a piramis alsó szintjeinek a finomításán, és nem a csak a piramis csúcsán lévő összeszedettségre koncentrálnak. A különböző szintek ugyanakkor szorosan összefüggenek egymással. Például a ferde ló nem képes kellő lendületet kifejleszteni, a ló szabályozott egyenesre igazítása pedig csak ütemesen és lendületesen előremenő lovon lehetséges. Ugyanakkor az is kevéssé valószínű, hogy egy nem elengedett ló ritmikus lépésekkel járjon. Dr. Reiner Klimke „A fiatal hátasló alapkiképzése” című könyvében a kiképzési skála elemeinek felsorolásánál az elengedettséget az ütem elé is helyezi. A ló kiképzésének előrehaladtával annak átengedősége is egyre fejlődik, egészen a kiképzett díjló teljes átengedőségéig, amikor lovasának a külső szemlélő által már láthatatlan jelzéseire, mintegy önmagától hajtja végre a különböző feladatokat.

### Ütem
Az ütem időbeli (és az adott mozgáson belül térbeli) egyenletességet jelent mind a három alapjármódban. Ritmus és térnyerés egyenletessége ugyanolyan legyen az egyenes vonalon és az íveken, az oldaljárásokban és az átmenetekben. A ritmus a patadobbanások sorozatára vonatkozik, mely csak a tiszta lépés, tiszta ügetés és tiszta vágta jármódokat jellemzi. A jármód szabályossága vagy tisztasága magában foglalja a lépések egyenletességét és egyformaságát. Ha a lovas képes tiszta lépéseket elérni, vagyis el tudja kerülni azok egyenetlenségét és szabálytalanságát, azaz az ütemhibákat, akkor a ló-lovas páros alkalmas lehet a nehezebb feladatok megoldására. Még a nagyon nehéz piaff esetében is meg kell lennie a szabályosságnak, mikor a ló „egyhelyben üget”, első és hátsó lábait ritmusosan emelve.

### Elengedettség
A piramis második szintje az elengedettség, mely minden további kiképzés alapfeltétele, és az ütem mellett a szoktatási szakasz lényeges célja. Az elengedettség jelei a lónál az egyenletes lépések, melyekkel együtt leng a hát, az ingaszerűen együttlengő farok, a feszességtől mentes tarkó, a zabla rágása, az ajkak szélén látható hab és a prüszkölés. A ló sima átmeneteket hajt végre, könnyen állítható jobbra és balra, és készségesen kinyúlik a zabla után a szárak meghosszabbításakor.

### Támaszkodás
A támaszkodás – a piramis harmadik szintje – a ló tolóerejének az eredménye, és soha nem szabad a lovas kezének húzása által elérni. A lovas puhán tartott kezébe lovagolja a lovat, amely megengedi a lónak, hogy a zablán támaszkodást találjon, miközben a lovas keze kövesse a ló fejének természetes mozgását. Ugyanakkor kerülendő, hogy a ló rátámaszkodjon a szárra, és mintegy ötödik lábként használja. Ha ez előfordulna, akkor a lovasnak energikus előrehajtás és utánengedés segítségével kell a ló erre vonatkozó törekvését megszüntetni. A lónak egyenes vonalon mindkét száron egyformán kell támaszkodnia, ívelt vonalon pedig a külső száron legyen kicsit nagyobb mértékű a támaszkodás.

### Lendület

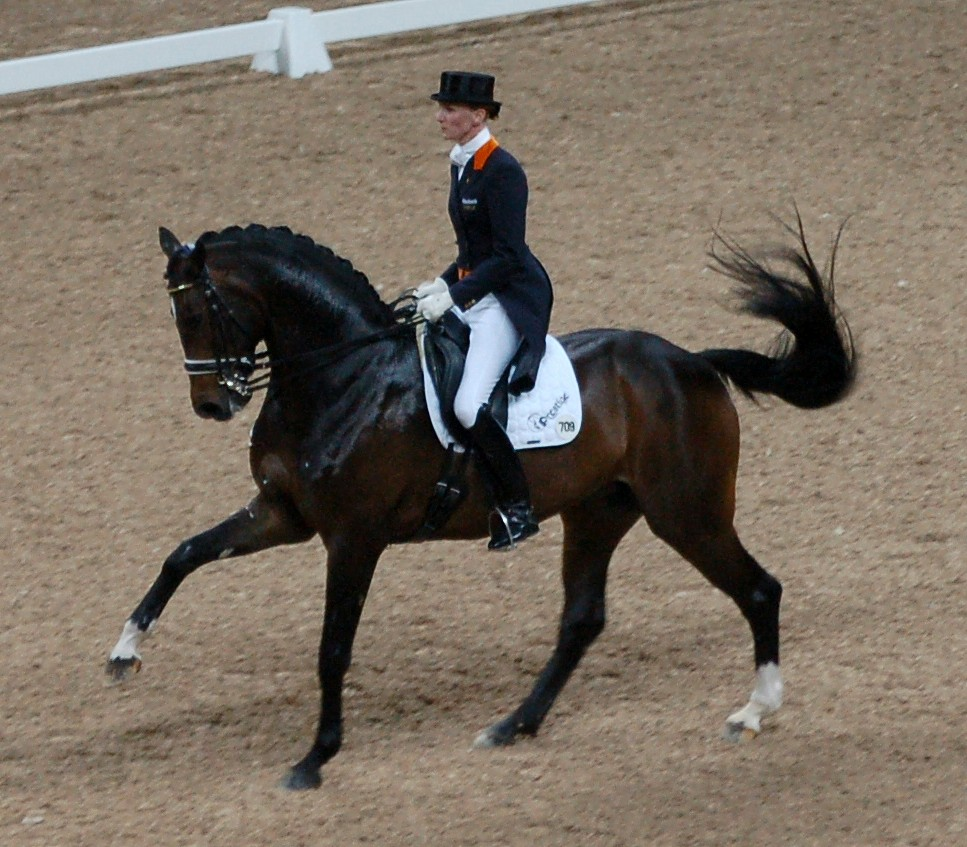
Egy nehéz osztályú díjló vágtában.

A lendület a kiképzési skála negyedik szintje, ami az energikusan lépő hátsó lábak tolóerejének a lengő háton keresztül történő előrevitele a ló egész mozgására ügetésben és vágtában. A lendületesen járó ló mozgással együttlengő háta kényelmesen „ülteti” lovasát. Minél nagyobb a lendület, annál kifejezőbb a mozgás lebegés fázisa, melyben a ló lábai határozottan előre lendülnek. A lépés jármódnak nincs lebegés fázisa, így bár a lépésnél is fontos hogy a ló ütemes és erőteljes lépésekkel „szorgalmasan” haladjon, lépésben a kiképzési skála értelmében vett lendületről nem beszélhetünk.
A helyes lendületet kialakításában szerepet játszik
- a lovas helyes segítségadása,
- a helyes ütem és iram megválasztása,
- a ló elengedettsége,
- a ló átengedősége.

A lendület nem csak az izmok és ízületek helyes használatát segíti elő, de a ló figyelmének a lovasra fókuszálását, és a ló elengedettségét is javítja.

### Egyenesre igazítás
A ló akkor egyenes, ha a hátsó lábai az első lábak nyomvonalát követik mind egyenes mind ívelt vonalon, és teste párhuzamos a haladás irányával. Az egyenesség teszi lehetővé a ló számára, hogy a ló mindkét oldalát egyenletesen terhelje és mindkét száron egyformán támaszkodjon, és hogy lendületét a súlypontja irányába vigye előre, ez teremti meg a kapcsolatot a szár segítségek a ló hátulja között. A lovardában végzett munka megtévesztő lehet, mert a lovarda oldalfala mellett haladó ló hajlamos az elejével a külső falhoz közelebb járni, mint a hátuljával. A ló válla ugyanis keskenyebb, mint a csípője és fara, ezért ha a ló a külső oldalával igazodik a falhoz, akkor a középvonala nem lesz párhuzamos a haladás irányával. Az egyenesre igazítás a legtöbb ló veleszületett ferdesége miatt a kiképzés során gyakran visszatérő feladat, mely a kimaradó hátsóláb aktivizálásával érhető el. Ebben segít az ívelt vonalak lovaglása, a combra való engedés és az oldaljárások, valamint a vállat be gyakorlat.

### Összeszedés
A kiképzési skála csúcsán az összeszedés áll. Az összeszedettségben a ló testsúlyának nagyobb részét helyezi a hátulsó lábaira. Ezt a ló a csípő és térd ízületek fokozott hajlítása (konchajlítás) és a hátulsó lábak fokozott alálépése által tudja megtenni. Az összeszedett ló fara lesüllyed, eleje könnyűvé válik, egyenletesen terheli a lábait, így szabadabban tud mozogni, amit gyakran megfigyelhetünk a mezőn szabadon játszó lovaknál is.
Alapvetően az összeszedettség a ló azon képessége, hogy a súlypontját hátrébb hozza. Ez az alacsonyabb jármódba való átmeneteknél már a kezdő lovak esetén is megfigyelhető. Bizonyos fokú összeszedettség minden ló számára előnyös, mert az a ló lépésbiztonságát és élettartamát növeli. Ugyanakkor az összeszedettség nagyobb izomerőt igényel, mely csak lassan, tervszerű edzésmunkával alakítható ki, ezért is van az összeszedés a kiképzési skála csúcsán.
Az összeszedett jármódokban a ló fara lesüllyed, a ló „hegynek fel” jár, a lépéshossz megrövidül, de a lendület és a lábak aktivitása megmarad, a mozgás emelkedettebbé válik, minden jármódban öntartásban mozog, a lovas segítségeire érzékenyebbé, átengedőbbé válik.

## Föld feletti munka

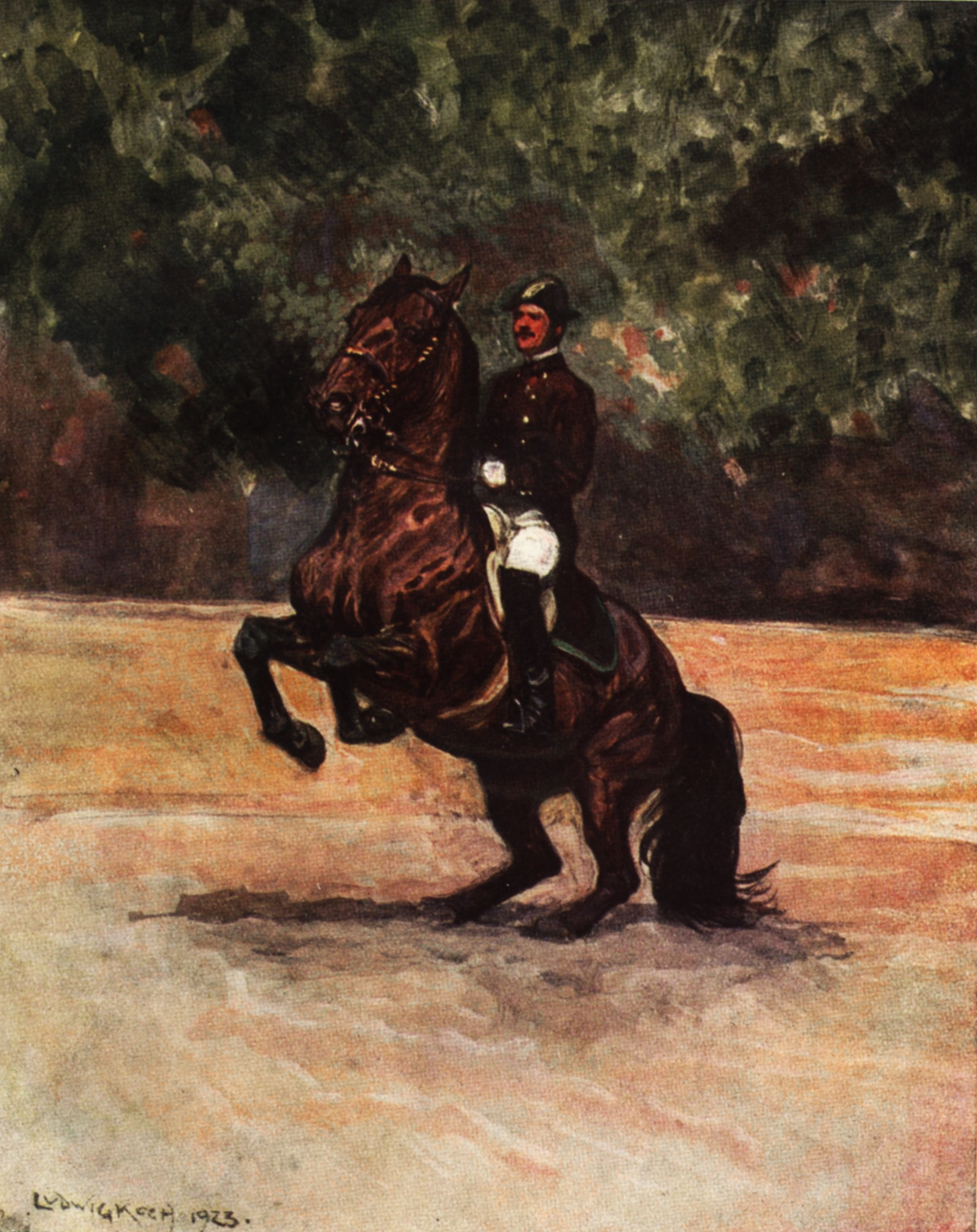
Levade.

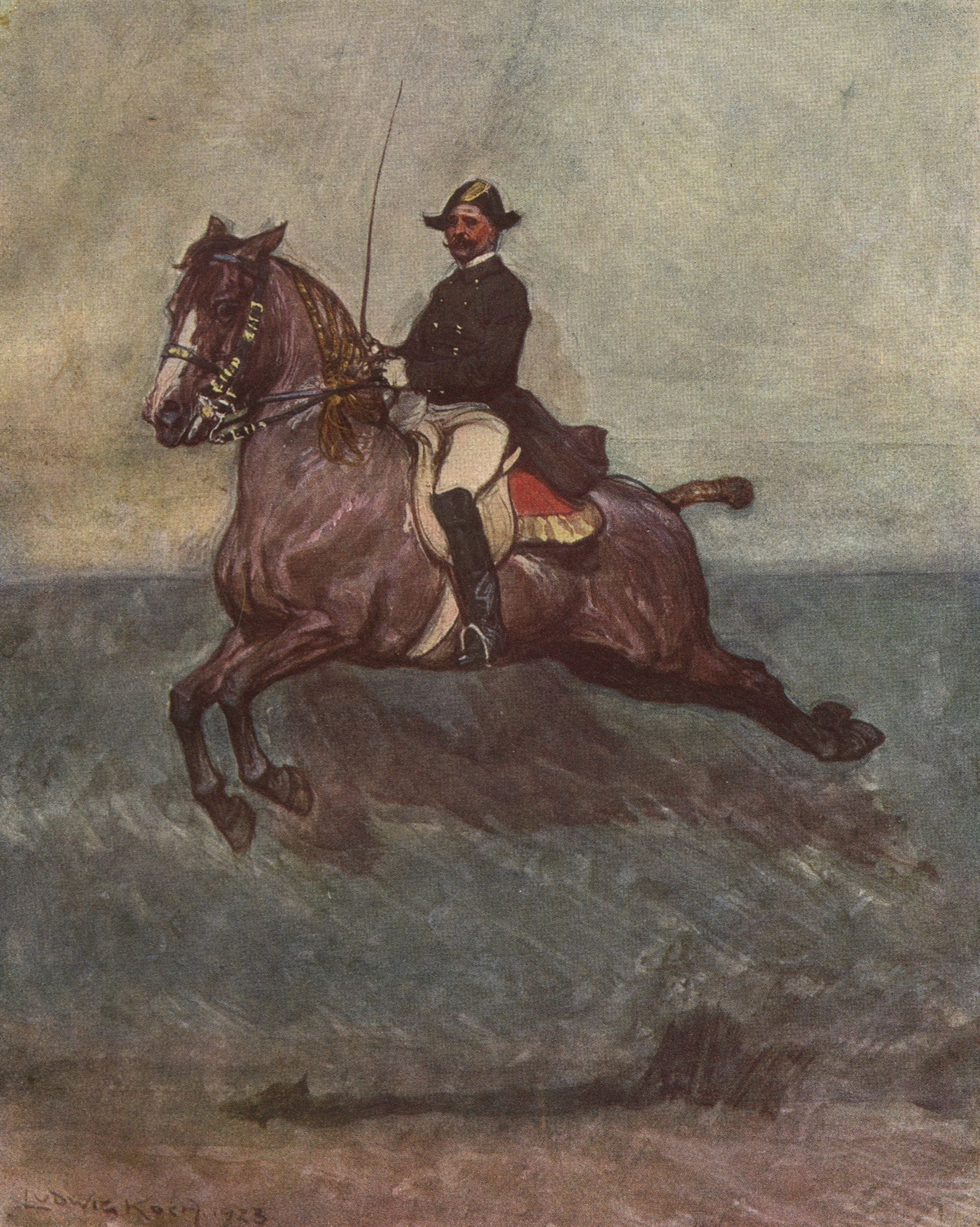
Capriole

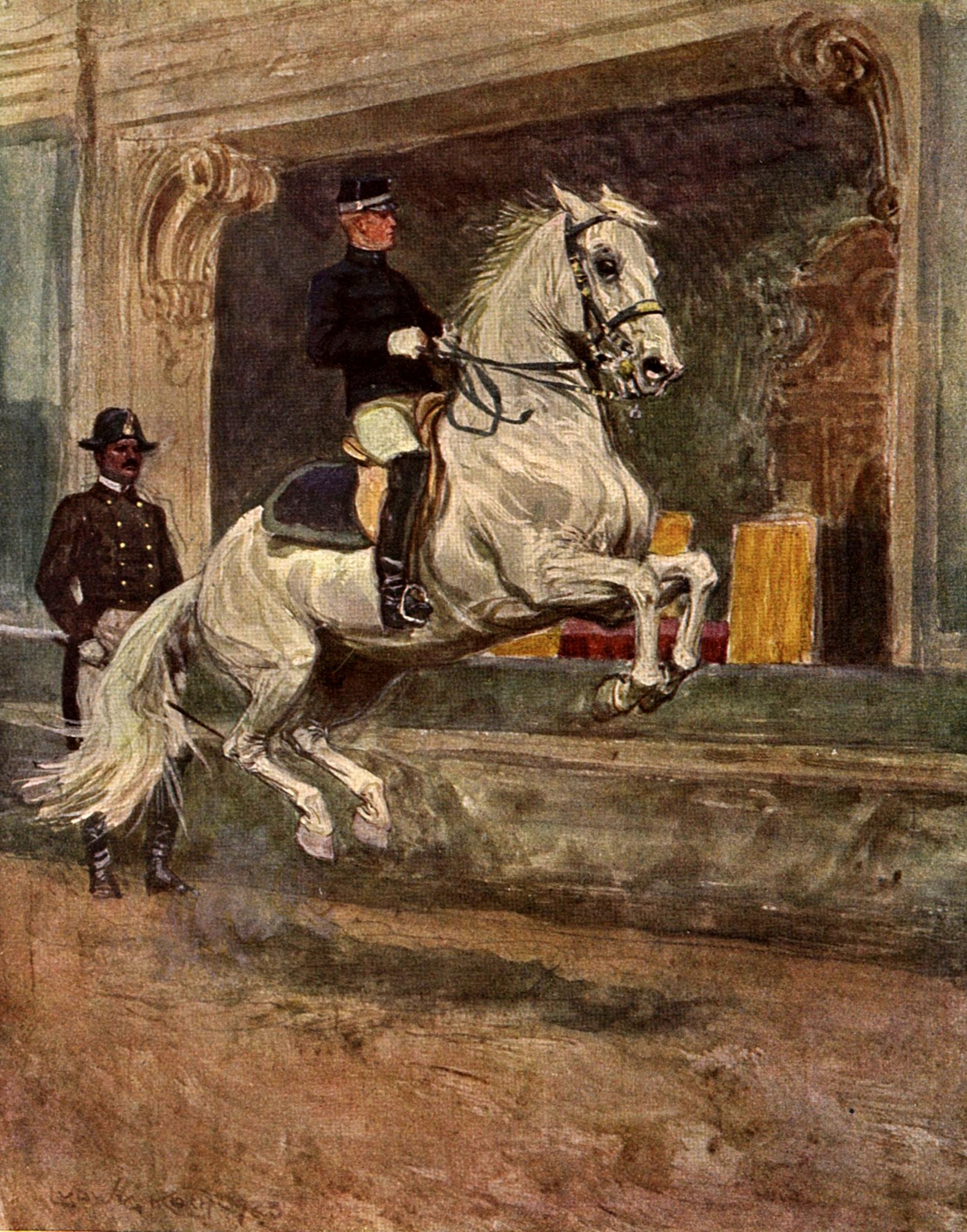
Croupade

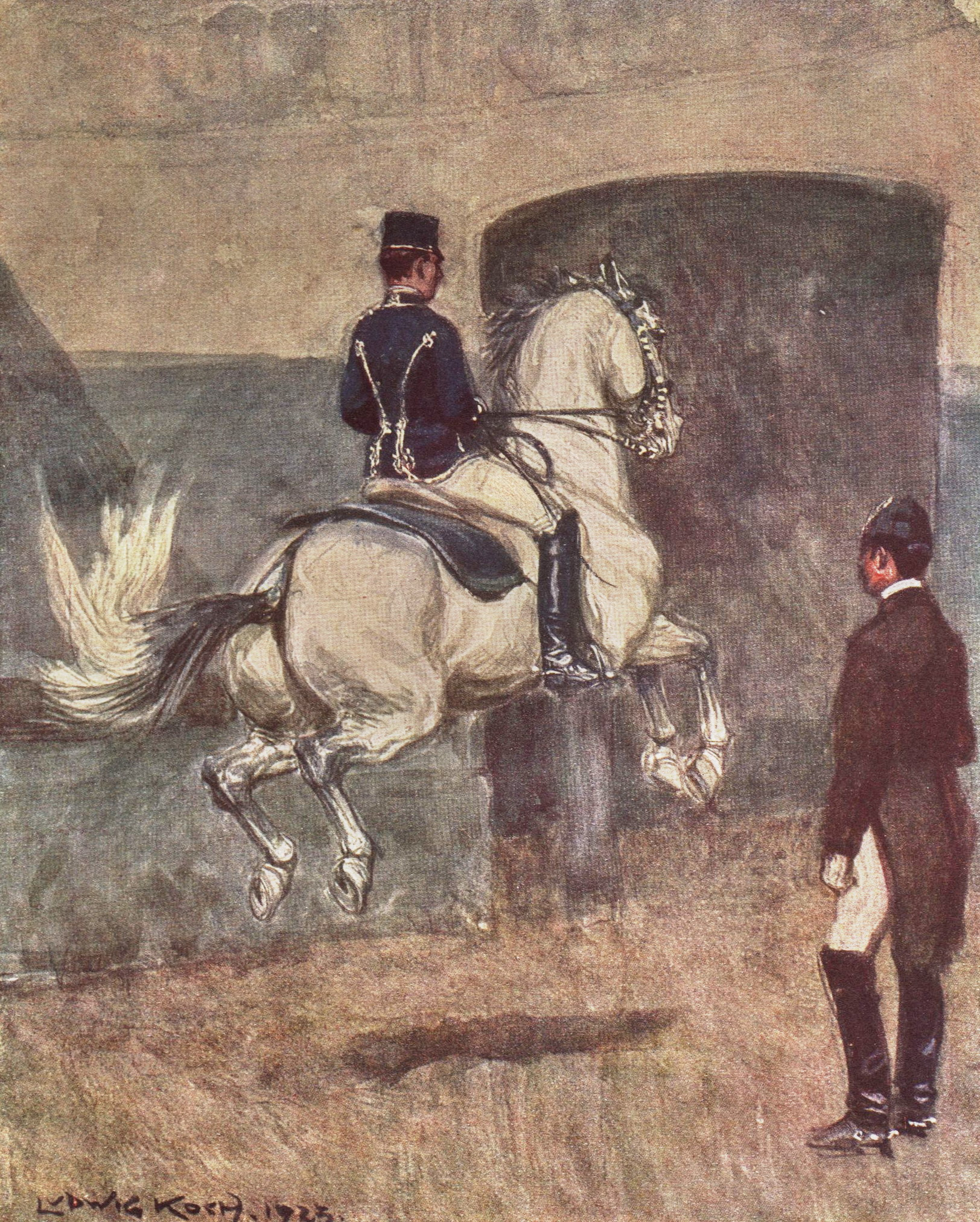
Ballotade

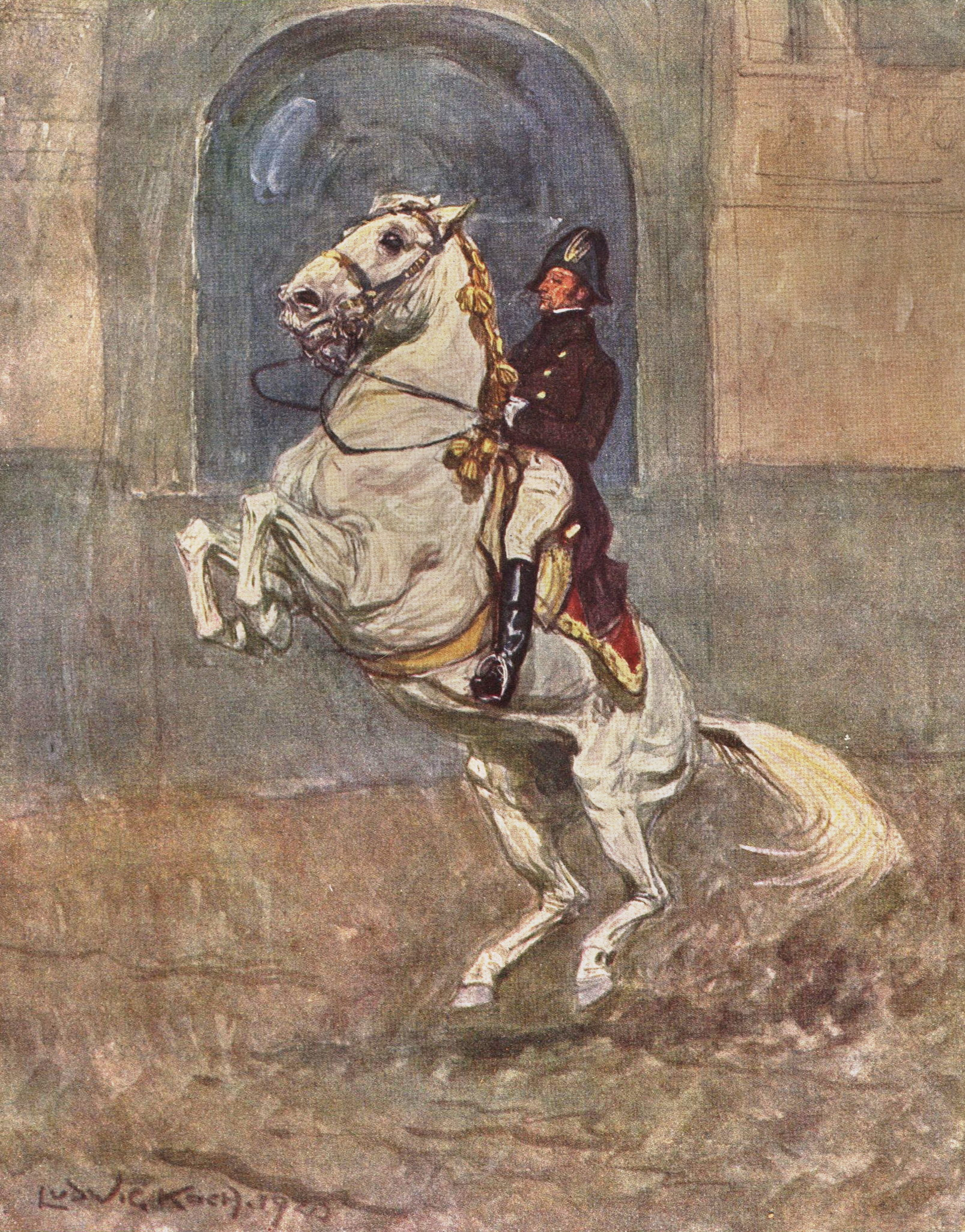
Courbette

Az "iskolaugrások", vagy " föld feletti munka" a díjlovaglás magasiskolájának azon gyakorlatait jelentik, ahol a ló a földet elhagyja. Ide tartozik a capriole, courbette, a mezair, a croupade, és a levade. Ezek egyike sem szerepel a modern díjlovagló versenyek feladatai között, de számos lovas akadémia, többek között a bécsi Spanyol Lovasiskola és a saumuri Cadre Noir bemutatóin ma is láthatók. Napjainkban az iskolaugrásokra leg gyakrabban az olyan lovakat képzik ki, mint például az Andalúz, a Lusitano és a Lipicai, részben az erőteljes faralakulásuk miatt, mely biztosítja számukra a nehéz mozdulatok végrehajtásához szükséges erőt. Eredetileg hét iskolaugrás létezett, melyekből sok beleépült a ma is látható föld feletti gyakorlatok közé.
Elterjedt az az elképzelés, hogy ezeket a gyakorlatokat katonai céllal tanították a lovaknak, és valóban mind a bécsi Spanyol Lovasiskola mind a saumuri Cadre Noir katonai szervezet volt. Bár a gyorsaság és mozgékonyság szükséges volt a csatamezőn, a legtöbb mai föld feletti gyakorlat a lovak sérülékeny hastáji részét a gyalogos katonák fegyverei által sebezhető helyzetbe hozta volna. Ezért aztán valószínűbbnek tűnik, hogy a föld feletti gyakorlatok a katonai lovak és lovas katonák képzésére szolgáltak, és nem a csatában való felhasználásuk volt a cél.
A lovakat rendszerint hosszú száron, lovas nélkül tanítják a föld feletti gyakorlatokra, ami kevésbé megterhelő az állatok számára, azonban minden gyakorlatot lovas alatt is végrehajtanak.
A pesade és a levade az, amit a föld feletti gyakorlatok közül elsőként tanítanak a magasiskola lovainak, és ebből kiindulva tanítják a többi iskolaugrást. A pesade végrehajtásánál a ló az elejét megemeli és első lábait egyenlő mértékben behajlítja, teljes testsúlyát a hátsó lábak viselik, miközben a teste 45 fokos szöget zár be a talajjal. A levade-ot a 20. század elején kezdték tanítani. Ennél a gyakorlatnál a ló teste 30-35 fokos szöget zár be a talajjal. A pesade-tól eltérően, mely inkább egyensúly gyakorlat, a lecsökkentett dőlésszög miatt a levade megtartása különösen fárasztó, és nagyobb erőfeszítést igényel a lótól. Ezért sok ló nem is képes jó minőségű levade végrehajtására. A levade gyakorlat átmenet a földön végrehajtott és a föld feletti gyakorlatok között. Ezen gyakorlatok egyike sem ugyanaz, mint az ágaskodás, mivel ezekhez pontos irányítás, kiváló egyensúly és nagy erő szükséges, melyek a helyes kiképzés eredményei és nem a ló ellenállásának a megnyilvánulásai.
A lótól a pesade vagy a levade végrehajtását a piaffból kérik, ami a lovat hátsó végtagjainak fokozott használatára készteti, a ló fara közelebb kerül a földhöz, és hátsó lábaival jobban a súlypontja alá lép. Ez a nézőben azt a benyomást kelti, hogy a ló hátulja lesüllyed, és az eleje pedig megemelkedik. A ló ezt a pozíciót néhány másodpercig megtartja, majd mellső lábait nyugodtan visszaengedi a földre, és lépésben halad tovább, vagy álljban marad. A levade-ot tekintik az összeszedettség legmagasabb fokának, mert ebben a ló teljes súlyát a hátulsó lábak hordozzák, és itt a legnagyobb mértékű a hátulsó lábak alálépése és a konchajítás.
A capriole esetében (jelentése a kecske ugrása), a ló az elejének megemelt helyzetében felugrik a levegőbe, kirúg a hátsó lábaival, majd többé-kevésbé egyszerre ér talajt mind a négy lábával. Különösen erős ló képes csak helyesen végrehajtani, ez a legnehezebb iskolaugrásnak tartott gyakorlat. Bevezető gyakorlata a croupade, melyben a ló nem rúg ki az ugrás legmagasabb pontján, hanem csak maga alá húzza a lábait és párhuzamos marad a földdel. Ezután tanítják a ballotade-ot, ahol a ló hátsó patáit úgy tartja, hogy hátulról nézve a patkói látszódjanak, de nem kérik a kirúgást. Akkor kezdik tanítani a capriole-t, amikor a ló a ballotade-ot már tökéletesen hajtja végre.
A courbette esetében, a ló az elejével felemelkedik a földről, első lábait egyenlő mértékben behajlítja, majd ebben a testtartásban a hátulsó lábain többször előre ugrik anélkül, hogy első lábait visszahelyezné a földre. Különösen erős és tehetséges ló képes csak öt vagy több ilyen előreugrást végrehajtani anélkül, hogy az első lábaival a földet érintené, leggyakrabban három vagy négy előreugrásból álló sorozatot láthatunk. A courbette-et a capriole-hoz hasonlóan a könnyebb croupade elsajátítása után tanítják.
A mezair esetében a ló felágaskodik, és előre felé vág az első lábaival. Ez olyasmi mintha levad-ok sorozata lenne előre haladó mozgással (nem egyhelyben), ahol a ló fokozatosan hozza a lábait maga alá minden egyes ugrásnál, miközben első lábaival könnyedén érinti a földet, mielőtt ismét elrugaszkodna. Eredetileg a régi díjlovas mesterek a meziar-t nevezték courbette-nek. Ma már nem tanítják, és nem mutatják be a Spanyol Lovasiskolában.

## Díjlovas mesterek
- Xenophón (i.e. 427-355): az első európai mester, akinek munkái fennmaradtak. Görög tábornok volt, ő írta A lovaglás művészete című értekezését, melyben a ló megértésén alapuló kiképzését hirdeti. Annak ellenére, hogy több mint 2000 éve élt, módszerei és eszméi még mindig széles körben elismertek.
- Federico Grisone (1500-as évek közepe): egyike azon keveseknek, akik a lovaglásról írtak Xenophón óta. Különösen durva és kegyetlen módszerei ellenére kortársai mesternek tartották. Grisone 1532-ben Nápolyban lovas-akadémiát hoz létre, 1550-ben adja ki A Lovaglás Szabályai (Gli ordini di cavalcare) című nagy hatású munkáját.
- Giovanni Battista Pignatelli (1525 körül – 1600 előtt)
- Solomon de la Broue (1530-1610)
- Antoine de Pluvinel (1555-1620): Az első francia lovagló mester, a „L’Instruction du Roy en l’Exercise de Monter a Cheval” szerzője, XIII. Lajos lovaglótanára, és Xenophón óta ő az első említésre méltó szerző, aki a szelíd kiképzést hirdeti.
- William Cavendish, Newcastle első hercege (1592-1676): II. Károly angol király lovászmestere.
- Francois Robichon de la Gueriniere (1688-1751): Ő tanította azt a klasszikus ülést, amit a mai napig is használunk, bevezette az ugrásváltást, és nagy hatással volt a Spanyol Lovasiskolára.
- Francois Baucher (1796-1873): lovagolta először a minden egyre történő ugrásváltást, az ő módszere, melyet még mindig hevesen vitatnak, és amit arra alapozott, hogy a ló állkapcsa a forrása a ló minden ellenállásának. Eszköztárában szerepeltek olyan módszerek is, melyek kapcsolatban vannak napjaink rollkur-nek nevezett, és erősen vitatott kiképzési technikával.
- Maximilian Weyrother (1783-1833): a Bécsi Spanyol Lovasiskola igazgatója.
- Count Antoine Cartier D'Aure (1799-1863)
- Gustav Steinbrecht (1808-1885)
- James Fillis (1834-1913)
- Alois Podhajsky (1898-1973): A Spanyol Lovasiskola igazgatója lett 1939-ben, és neki tulajdonítják a Lipizzai lovak megmentését. Könyvei napjaink klasszikus díjlovaglásának alapművei.
- Nuno Oliveira (1925-1989)
- Reiner Klimke (1936-1999): világbajnok, aki ezen felül 6 olimpiai aranyérmet szerzett 5 olimpián (1964-1988).
- Egon von Neindorff (1923–2004): A Klasszikus Lovaglás Művészete (The Art of Classical Horsemanship) című könyv szerzője.
- Walter Zettl (1929-2018): Nemzetközileg elismert díjlovas, edző és szerző. Könyve, a „Dressage in Harmony” a Lovaglás Mesterei sorozat (Masters of Horsemanship Series) keretében jelent meg.Írásaiban és  a gyakorlatban is nyilvánvalóvá tette, hogy az ő megközelítése a ló pszichológiájának mély megértésén alapul. Kizárta az erőszakos módszerek használatát, és mindig arra figyelmeztette lovasait, hogy a sikeres lovaglás egyetlen módja a ló és lovas közötti bizalomra épül.

## Felszerelés

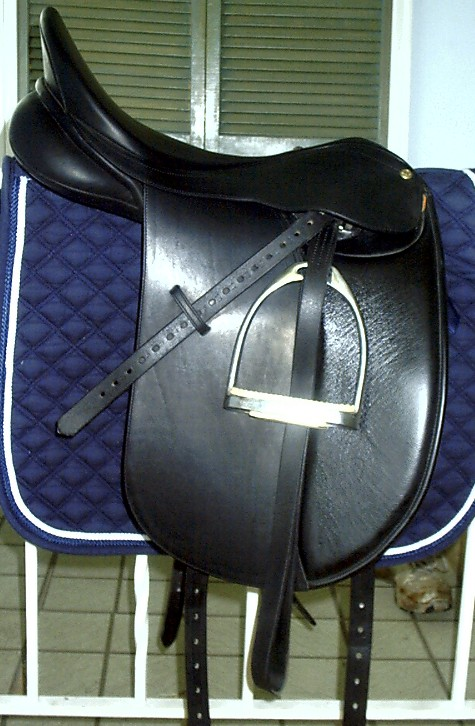
Díjnyereg

Minden díjlovas számára ajánlott, hogy tájékozódjon az országában illetve a nemzetközi versenyeken a szerszámzatot és felszerelést érintő aktuális szabályokról (pl. az Amerikai Egyesült Államokban a www.USEF.org honlapon, Magyarországon a Magyar Lovas Szövetség honlapján). Az engedélyezett orrzókat, nyergeket, nyeregalátéteket, stb. érintő szabályok időről időre változhatnak, ahogy egyre több stílusú felszerelés jelenik meg a piacon. A díjlovakat a lehető legkevesebb felszereléssel mutatják be. Nem megengedett a lábszárvédők, hasvédők, fáslik használata a versenyeken, de a martingálok vagy egyéb kiképző eszközök, mint például a weirother vagy csúszó kikötőszár, vagy a gogue használata tilos a verseny helyszínén (a melegítőpályákon is) a verseny ideje alatt. A díjlovas verseny hagyományos, formális jellege miatt általában fekete bőrből készült szerszámzatot a használnak, bár néha sötétbarna is előfordul.
Angol stílusú nyereg szükséges a díjlovagláshoz, leginkább "díjnyereg", melyet kizárólag erre a sportágra terveztek. Ennek hosszú és egyenes nyeregszárnyai vannak, melyek a díjlovas lábformáját tükrözik, amely enyhén hajlított térddel hosszan lenyúlik, továbbá mély ülés, és általában kifejezett térdtámasz jellemzi a díjnyerget. A nyereg általában egy téglalap alakú fehér nyeregalátéten fekszik. A díjnyereg használata a FEI osztályokban előírt, de bármilyen egyszerű angol nyereg használható az alacsonyabb osztályokban. Magyarországon az M szintű feladatokban a nagykantár választható, de ha valaki nagykantárt választ, akkor kötelező a díjnyereg használata.
Alacsonyabb osztályokban a kantár orrszíja lehet hannoveri orrfék, angol orrzó, kombinált orrszíj, mexikói orrszíj, és 2009-től a kombinált orrszíj, melynél nincs külön állszíj. A kombinált orrszíj a leggyakrabban használt, bár néha a hannoveri orrfék is látható. A magasabb szinteken az angol orrzót használják a nagykantárhoz. A mexikói orrszíj ritkán fordul elő, általában csak lovastusa versenyek díjlovagló feladatiban használják.
A díjlovat az alacsonyabb szintű hivatalos versenyeken csak csikózablával szabad lovagolni, bár a zablákra vonatkozó szabályok részletei kismértékben eltérnek egymástól a különböző országok díjlovas szövetségei esetében. Legáltalánosabb az egyszer vagy kétszer tört szájrészű nagykarikás csikózabla. Sem az élesebben ható zablák, sem a pelham használata nem megengedett, a díjlovagló szabályzat ábrákkal illusztrálva tételesen felsorolja a megengedett zabla típusokat. A magasabb szintű és a FEI hivatalos versenyeken nagykantárral lovagolják, melyhez használnak mind kísérő zablát mind feszítőzablát sima állazólánccal.

## A ló megjelenése

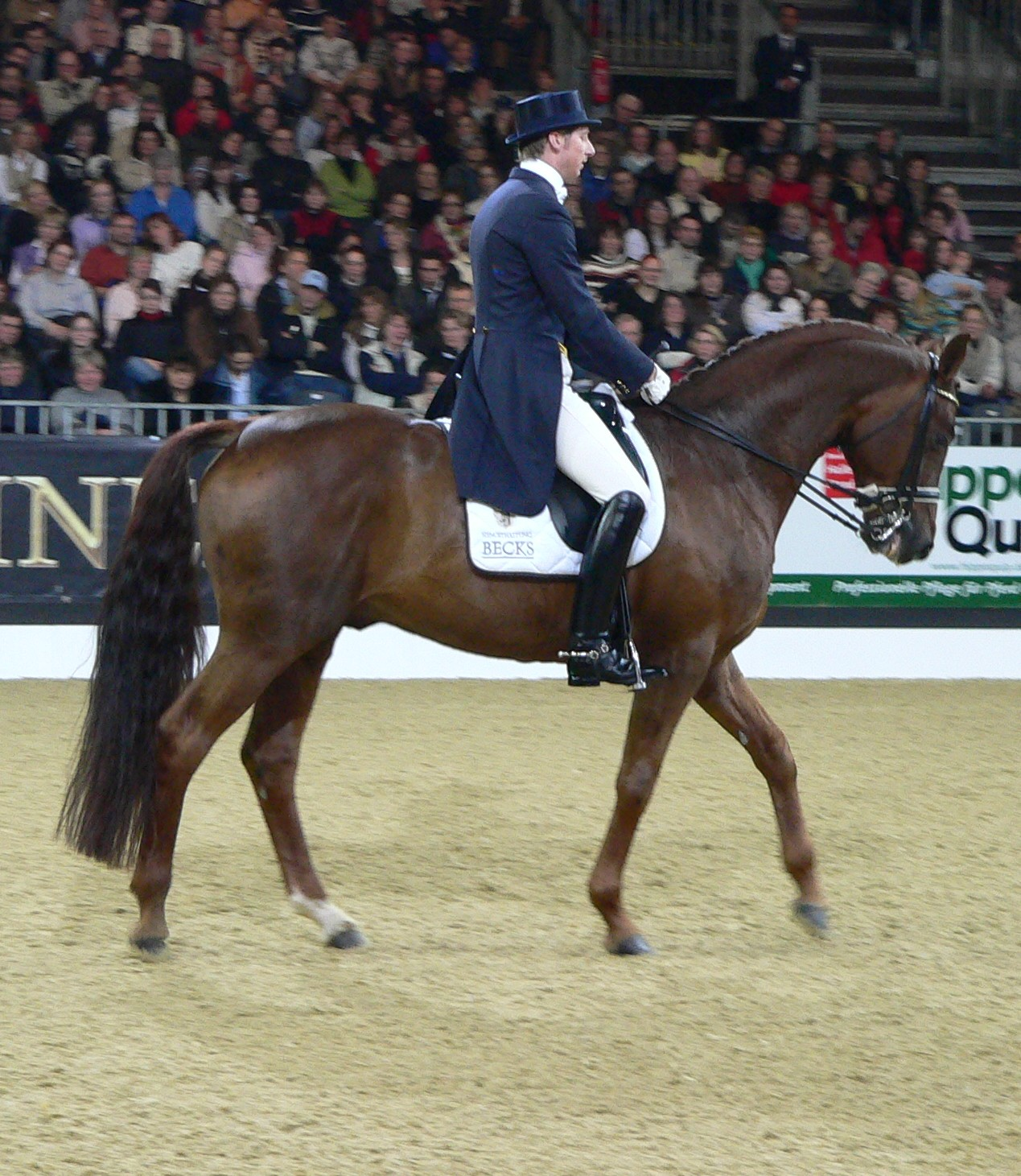
Kifogástalan megjelenésű díjló, fonott sörény, hullámosított és a végén egyenesre vágott farok, ápolt lábak és paták. A lovas frakkot, cilindert, fehér kesztyűt, hosszúszárú csizmát és sarkantyút visel.

A díjlovak megjelenésével szemben támasztott követelmények nagyon magasak, mert a díjlovas versenyek az európai királyi bemutatókból fejlődtek ki. Hagyományosan a lovak sörénye be van fonva. A lovastusában a sörény a jobb oldalra van fonva, míg a díjlovaglásban néha balra, ha természetes módon arra áll. A fonat mérete a ló alkatától függően változik, de Európában inkább kevesebb nagyobb fonatot alkalmaznak, míg az Amerikai Egyesült Államokban általában több kisebb fonatot tesznek a ló sörényébe (talán az országban elterjedt vadász-stílusú lovagló versenyek hatására). A fonatokat néha fehér szalaggal teszik hangsúlyosabbá, ami segít abban is, hogy kitartsanak az egész nap folyamán. Az üstök szőrt nem mindig fonják be, ez a stílus a méneknél gyakoribb.
Nem megengedett a lovak sörényének vagy farkának virágokkal, karikákkal, szalagokkal, vagy más természetellenes díszítése. A farok-kiegészítők használata az USA-ban és Ausztráliában megengedet, FEI versenyeken csak előzetes engedély alapján lehet műfarok a lovon, de az nem tartalmazhat fém alkotórészt.
A farok általában nincs befonva (bár nem tilos), mert az a farok merev tartásához vezethet. Miután a farok az állat gerincoszlopának meghosszabbítása, a rugalmasan hordott farok kívánatos, mert ez jelzi, hogy a ló rugalmasan lengő háttal jár. A farok vége egyenesre van vágva (általában a csüd fölött, de a csánk alatt, amikor a ló farka természetes tartásban van). A faroktő formára nyírva vagy tépve, hogy tisztább megjelenést adjon a lónak.
A sörényt a kantár tarkószíja alatt általában 3–5 cm szélességben rövidre vágják, vagy tépik. A ló szőre lehet nyírott. Az amerikai istállókban majd mindig nyírják a pofa, a fülek és lábak szőrzetét, míg az európai istállókban nincs ilyen hagyomány.
A patát általában kifényesítik, mielőtt a belépne a négyszögbe. A ló makulátlanul tiszta, szőre lemosva, fehéren szikrázó jegyekkel. A pályára lépés előtt a ló szájáról a habot nem törlik le.
Néha a ló farán mintákat készítenek (például sakktábla mintát), bár ez manapság nem számít divatosnak a díjlovaglásban.

## A lovas öltözete
A díjlovasok öltözéke lovaik megjelenéséhez hasonlóan hagyományos. A verseny során fehér lovaglónadrágot hordanak, melyen többnyire a teljes ülőfelületet lefedő bőr lovaglófolt segíti a nyereghez tapadó ülést, a nadrághoz övet és fehér inget, arany nyakkendőtűvel rögzített fehér nyakkendőt viselnek. A kesztyű általában fehér, bár az alacsonyabb szintek kevésbé tapasztalt lovasai néha választanak feketét, hogy kezük mozgása ne legyen olyan feltűnő. A lovaglókabát általában fekete – fém gombokkal, bár sötétkéket is lehet látni. A magasabb osztályokban a lovasok nem sima lovaglókabátot, hanem frakkot viselnek sárga mellénnyel vagy imitált mellény résszel.
A lovasok általában hosszúszárú, magas kérgű lovaglócsizmát hordanak, bár alacsonyabb szinteken alacsonyabb szárú csizmát is használnak. Sarkantyú viselése a magasabb szinteken kötelező (Magyarországon az L szinttől kezdve). Pálcát a CDI (Concours Dressage International – nemzetközi díjlovagló) versenyek és nemzeti bajnokságok kivételével bármilyen versenyen lehet használni, melynek hosszát az érvényes szabályok rögzítik, Magyarországon nem lehet 110 cm-nél hosszabb. A lovastusa versenyek díjlovagló feladataiban a pálca használata nem megengedett.
Ha a díjlovasnak hosszú haja van, akkor általában hajhálót visel. A hajhálót gondosan úgy választják ki, hogy jól menjen a lovas hajszínéhez. Alacsonyabb szinteken a lovasok viselhetnek keménykalapot, vadászkalapot, vagy hivatalosan minősített kobakot, melynek viselése a 14 évesnél fiatalabb lovasok számára biztonsági okokból kötelező. A magasabb szinteken hagyományosan cilindert viselnek, melynek színe megegyezik a kabát színével, bár néhány versenyen a kobak viselése is megengedett.

## Fordítás
- Ez a szócikk részben vagy egészben a Dressage című angol Wikipédia-szócikk ezen változatának fordításán alapul.  Az eredeti cikk szerkesztőit annak laptörténete sorolja fel. Ez a jelzés csupán a megfogalmazás eredetét és a szerzői jogokat jelzi, nem szolgál a cikkben szereplő információk forrásmegjelöléseként.

## Külső hivatkozások
- magyardijlovas.hu – Díjlovagló információs honlap
- Magyar Lovas Szövetség Díjlovagló Szakág
- A díjlovaglás szójegyzéke magyarázatokkal
- A díjlovaglás művészete Archiválva 2015. május 31-i dátummal a Wayback Machine-ben
- Magyar díjlovasok
- (angolul) Federation Equestre Internationale (FEI)
- (angolul) US Equestrian Federation
- (angolul) US Dressage Federation
- (angolul) British Dressage
- (angolul) Dressage Canada
- (angolul) Spanish Riding School Archiválva 2009. március 4-i dátummal a Wayback Machine-ben
- (angolul) Artistic Dressage